# José Oscar Figueroa
José Oscar Figueroa (Suncho Corral, 21 de septiembre de 1946 - Buenos Aires, 16 de noviembre de 2014) fue un empresario y político argentino, diputado y senador nacional por la Provincia de Santiago del Estero.

## Reseña biográfica
José Oscar Figueroa nació en la localidad de Suncho Corral, Provincia de Santiago del Estero, el 21 de septiembre de 1946. Fue hijo de Yssas Figueroa y María Sayag, ambos inmigrantes árabes. En 1975 se recibió de licenciado en Ciencias Políticas y Sociales en la Universidad Católica de Santiago del Estero. Desde joven se dedicó como empresario en los sectores agropecuario, comercial, industrial, forestal y financiero.
Militó dentro del Partido Justicialista y fue en un principio aliado del gobernador santiagueño Carlos Juárez. A partir de 1988, Figueroa apoyó a Carlos Menem, primero en su interna contra Antonio Cafiero y luego en las elecciones presidenciales de 1989. En ese año, Figueroa fue elegido elegido senador nacional, cargo en el que se mantuvo hasta 1998. Desde su banca apoyó los proyectos de Menem y contribuyó con ayuda social para los más necesitados de su provincia.
Durante la segunda presidencia de Menem, Figueroa fue designado Secretario de Desarrollo Social de la Nación Argentina, desde el 14 de diciembre de 1998 hasta el 10 de diciembre de 1999.
En octubre de 1999, Figueroa se postuló como diputado nacional por Santiago del Estero, ganando la banca con un 34,24% de los votos. En ese cargo tomó distancia del oficialismo santiagueño, produciéndose el quiebre definitivo tres años después.
A partir del año 2002, se vio perseguido por el régimen de Carlos Juárez y Mercedes Aragonés de Juárez, matrimonio que dominaba la política santiagueña en esos años. En un contexto de violación de derechos humanos y persecución política que se vivía en la provincia, la casa de Figueroa en la capital santiagueña fue saqueada y destrozada el 18 de julio de ese año por 300 personas. Figueroa salió ileso luego de esconderse junto a sus hijos en el ropero de un altillo. De acuerdo a sus declaraciones, fue un intento de asesinarlo por ser un férreo opositor a Juárez en la provincia. En octubre de 2003 recibió amenazas ante la falsa acusación de haber presentado ante el Congreso de la Nación un proyecto de intervención federal al poder judicial de la provincia de Santiago del Estero. Finalmente, en abril de 2004 fueron intervenidos los tres poderes de la provincia y el matrimonio Juárez fue procesado, entre otras causas, por el saqueo a la casa de Figueroa. Sin embargo, ambos fueron desvinculados de la misma por falta de mérito en agosto de 2004.
A principios de 2005, Figueroa fue elegido candidato a gobernador de Santiago del Estero luego de haber ganado las internas del PJ en las que el juarismo fue ampliamente derrotado. En las elecciones provinciales de ese año, llevadas a cabo el 27 de febrero, Figueroa obtuvo el segundo lugar con el 39,81% de los votos.
En las elecciones legislativas de 2003, Figueroa renovó su banca de diputado nacional con el 16,72% de los votos. Ocupó dicho cargo hasta finalizar su mandato en diciembre de 2007.
En marzo de 2013, José Oscar Figueroa fue imputado en una causa sospechado de haber participado en 1976 en el plan de secuestro de los hermanos Alejandro, Carlos y Rodolfo Iaccarino durante la dictadura militar, con el objetivo de quedarse con sus empresas. Según el testimonio de Luis Ávila Otrera, Figueroa le contó en una reunión cómo había planificado el despojo de las empresas de los hermanos Iaccarino, aclarando que la noche anterior se había reunido con militares en su finca de El Zanjón. El 4 de noviembre de 1976, los hermanos Carlos y Rodolfo Iaccarino junto a su padre fueron secuestrados por policías santiagueños, mientras que Alejandro fue secuestrado días más tarde en Buenos Aires. En un centro clandestino de Avellaneda, fueron torturados y obligados a ceder las empresas que tenían. Figueroa, quien sufría de un cáncer de próstata nunca llegó a declarar.
Falleció en la ciudad de Buenos Aires el 16 de noviembre de 2014 y fue sepultado en el cementerio Memorial de Pilar. Estuvo casado con Santina Clara Bossini, con quien tuvo cinco hijos.